# Lennard Kämna
Lennard Kämna (født 9. september 1996 i Wedel) er en professionel cykelrytter fra Tyskland, der er på kontrakt hos Lidl-Trek.
Ved U/23 VM i landevejscykling 2015 vandt han bronze i enkeltstart, 21 sekunder efter vinderen Mads Würtz Schmidt. Året før blev han i samme disciplin verdensmester i juniorrækken.
Ved Critérium du Dauphiné 2020 vandt han sin første sejr som professionel, da han vandt løbets 4. etape. Præcis én måned efter vandt han 16. etape af Tour de France 2020.